# Ladonia (Alabama)
Ladonia è un census-designated place (CDP) degli Stati Uniti d'America situato nella contea di Russell dello stato dell'Alabama.